# Rodnyje
Rodnyje (russisk: Родные) er en russisk spillefilm fra 2021 af Ilja Aksjonov.

## Medvirkende
- Sergej Burunov som Pavel Kornaukhov
- Irina Pegova som Natalija Kornaukhova
- Semjon Treskunov som Aleksandr 'Sanja' Karnaukhov
- Jelizaveta Gyrdymova som Anastasija 'Nastja' Kornaukhova
- Nikita Pavlenko som Bob Karnaukhov